# Les Colts au soleil
Pour les articles homonymes, voir Les colts brillent au soleil.
Pour plus de détails, voir Fiche technique et Distribution.
Les Colts au soleil (titre original : Un hombre llamado Noon) est un film britannico-italo-espagnol de Peter Collinson sorti en 1973.

## Synopsis
Survivant à une agression, Noon a perdu la mémoire. Laissé pour mort, il se met en quête de son identité et rencontre alors Fan. Attiré par la jeune femme, Noon découvre qu'elle est en fait victime d'un complot dont il serait l'investigateur...

## Fiche technique
- Titre original : Un hombre llamado Noon
- Réalisation : Peter Collinson
- Scénario : Scot Finch, Antonio Recorder et Alberto Piferi (version italienne) d'après le roman The Man called Noon publié en 1970 par Louis L'Amour
- Directeur de la photographie : John Cabrera
- Montage : Alan Patillo
- Musique : Luis Bacalov
- Costumes : Agustín Jiménez
- Production : Euan Lloyd
- Genre : Western
- Pays :  Royaume-Uni,  Italie,  Espagne
- Durée : 98 minutes
- Date de sortie :
  - Italie : 11 août 1973
  - Royaume-Uni : septembre 1973
  - Espagne : 29 octobre 1973
  - France : 12 juillet 1974

## Distribution
- Richard Crenna (VF : Jean-Claude Michel) : Noon
- Stephen Boyd (VF : Marc de Georgi) : Rimes
- Rosanna Schiaffino : Fan Davidge
- Farley Granger (VF : René Arrieu) : Juge Niland
- Patty Shepard (VF : Claude Chantal) : Peg Cullane
- Ángel Del Poso : Ben Janish
- Howard Ross : Bayles
- Aldo Sambrell : Kissling
- José Jaspe : Henneker
- Charly Bravo : Lang
- Ricardo Palacios : Brakeman
- Fernando Hilbeck : Ford
- José Canalejas : Cherry
- Julián Ugarte : Christobal
- Barta Barri : un mexicain